# Nenad Ćeranić
Nenad Ćeranić srpski je muzičar i kompozitor.

## Biografija
Diplomirao je Muzičku produkciju sa ocenom 10, kao prvi u klasi na Akademiji Umetnosti u Beogradu, juna 2011. postao je master muzičke umetnosti.
Solo pevanje je počeo učiti od 2001. godine u režiji prof. Milojka Pajevića. Svira klavir, gitaru, bubnjeve i dosta perkusivnih instrumenata. Pored vokalnog izvođenja, bavi se komponovanjem, aranžiranjem, pisanjem tekstova i produkcijom muzike.
Kao autor i izvođač, debitovao je 2006. godine na Radijskom Festivalu i ušao u superfinale pomenutog sa pesmom „Nek’ padaju kiše“, koja je postala veliki hit domaće pop muzike.
Objavio je album pod nazivom „Uvertira“ 17. decembra 2008. godine. Većinski je autor kompozicija i tekstova na pomenutom albumu na kojem je ugostio veliki broj vrhunskih instrumentalista.
Na najvećem festivalu pop muzike u jugoistočnoj Evropi, Slavjanski bazar u Belorusiji, 10. jula 2009. godine predstavljao je Srbiju, kao izvođač, ali i kao kompozitor. Osvojio je specijalnu nagradu ruskog Telekoma za najbolji vokal na festivalu i nagradu stilista za nastup.
Nenad Ćeranić je dobitnik najvećeg priznanja koje Akademija Umetnosti u Beogradu dodeljuje, nagrade Sveti Vid, za izuzetan doprinos kulturi i umetnosti.
Dobitnik je priznanja, najbolja pesma Crne Gore za 2009. godinu, na prvim Balkanskim muzičkim nagradama, koje su se održale u Sofiji i tako se našao u društvu jedanaest najboljih muzičara Balkana.
Jula 2010. godine, Nenad je dobio zlatnu sirenu za otkriće godine, i nastupio u revijalnom delu festivala Sunčane Skale. Decembra meseca 2011. godine Nenad je komponovao i napisao tekst za zvaničnu pesmu crnogorske prestonice Cetinje - „Srce mi je pokraj Cetinja“.
Godine 2020. je učestvovao na Beoviziji sa pesmom „Veruj u sebe”. Nije se plasirao u finale takmičenja.

### Obrazovanje
Juna 2012. Nenad je postao docent Muzičke akademije na Alfa Univerzitetu. Od Oktobra 2013. kao docent počinje da predaje na Metropolitan Univerzitetu u Beogradu. Juna 2022. odbranio je doktorsku disertaciju - Sfere muzike: muzička umetnost u sistemima virtuelne realnosti na doktorskom studijskom programu "Dizajn novih medija" na Univerzitetu Metropolitan u Beogradu i postao doktor umetnosti.

## Дискографија
- Uvertira (2008), Goraton.

## Festivali
Radijski festival, Srbija:
- Nek' padaju kiše, 2006

Beovizija:
- Slepa ulica, 2008

Славянский базар, Belorusija:
- Kao po kazni / Krivac (kao predstavnik Srbije), specijalna nagrada ruskog „Telekoma” za najbolji vokal na festivalu, 2009

Beogradsko proleće:
- Samo ljubi me (duet sa Mirnom Košanin), 2023